# Линија 61 (Београд)
Линија 61 (Зелени венац — Блок 70а) била је једна од аутобуских линија у Београду.

## Историјат
Линија је уведена 1981. или 1982. године на траси од Зеленог венца преко Бранковог моста, Милутина Миланковића и Јурија Гагарина до блока 70а. 30. августа 1984. је укинута заједно са линијама 62, 63 и 64, након увођења трамваја на Нови Београд.